# Verbascum austroiranicum
Verbascum austroiranicum är en flenörtsväxtart som beskrevs av Hub.-mor.. Verbascum austroiranicum ingår i släktet kungsljus, och familjen flenörtsväxter. Inga underarter finns listade i Catalogue of Life.